# Gare de Calumet
La gare de Calumet est une ancienne gare ferroviaire canadienne à Calumet, arrondissement de la municipalité de Grenville-sur-la-Rouge située dans la municipalité régionale de comté d'Argenteuil dans la région administrative des Laurentides au Québec.
Fermée depuis 1981, elle est citée immeuble patrimonial en 2011.

## Situation ferroviaire
Établie à environ 49 mètres d'altitude, la gare de Calumet est située sur la ligne d'Ottawa à Montréal.

## Histoire
La gare de Calumet est mise en service en 1877 par la compagnie Chemin de fer Québec, Montréal, Ottawa & Occidental (QMO&O) près du lieu-dit homonyme. L'arrivée du chemin de fer et d'un moulin à scie permet au village de se développer. Il y avait aussi l'exploitation d'une mine de magnésite de 1907 à 1945 au village .
En 1882, elle entre dans le réseau du Canadien Pacifique lorsqu'il rachète la partie ouest de la ligne de la Compagnie QMO&O, mise en vente par le gouvernement du Québec.
La baisse de sa fréquentation amène à sa fermeture en 1981.

## La gare au cinéma
Quelques scènes de Voyez comme ils dansent ont été filmées en février 2010 à la gare .

## Patrimoine ferroviaire
Construite en bois, elle a une forme rectangulaire allongée à un étage. Le bâtiment « est coiffé d'un toit à deux versants droits se prolongeant au-delà des murs. Les avant-toits sont supportés par de larges consoles. L'une des façades comporte une baie en saillie excentrée surmontée d'une lucarne-pignon », il regroupe « une salle d'attente et un entrepôt pour la marchandise », solution souvent employée par la Compagnie QMO&O.